# Stuttering Foundation of America
The Stuttering Foundation of America är en ideell välgörenhetsorganisation som arbetar för att öka medvetandet om stamning samt hjälpa dem som stammar. Organisationen grundades år 1947 av Malcolm Fraser. Han avled under februari 1994. Idag är hans dotter, Jane Fraser, president i organisationen.